# Smallstone Beck
Der Smallstone Beck ist ein Wasserlauf im Lake District, Cumbria, England. Er entsteht südwestlich des Green Crag und fließt zunächst in westlicher Richtung und ab dem Weiler Birkerthwaite in nördlicher Richtung, bis er beim Zusammentreffen mit dem Arminghow Gill den Birker Beck genannten Oberlauf des Stanley Ghyll Beck bildet.